# Planodes ambonensis
Planodes ambonensis är en skalbaggsart som beskrevs av Stefan von Breuning och Chûjô 1965. Planodes ambonensis ingår i släktet Planodes och familjen långhorningar. Inga underarter finns listade i Catalogue of Life.